# Genkel (Meinerzhagen)
Genkel ist ein landwirtschaftlich geprägter Weiler, der zur nordrhein-westfälischen Stadt Meinerzhagen im Märkischen Kreis gehört und an der Grenze zum Bergischen Land liegt. 
Genkel wurde im Jahre 1047 im Werdener Urbar erstmals erwähnt, da es zehntpflichtig an die Abtei Werden war, und ist damit einer der ältesten Orte im Kirchspiel Meinerzhagen. Ursprünglich soll Genkel durch einen Mönch namens Genkelius gegründet worden sein.